# 柔毛大叶蛇葡萄
柔毛大叶蛇葡萄（学名：Ampelopsis megalophylla var. jiangxiensis）为葡萄科蛇葡萄属下的一个变种。

## 扩展阅读
- 維基物種上的相關：柔毛大叶蛇葡萄